# Морітурі
Морітурі (англ. Morituri) — американський трилер, знятий в 1965 році фільм режисера Бернхардом Віккі про саботаж на німецькому торговому судні, повному каучуку.

## Сюжет
Роберт Крейн — німецький пацифіст, що живе в Індії під час Другої світової війни. Силами союзників він направлений під виглядом офіцера на нацистський корабель з метою захопити вантаж каучуку, який переправляється із Японії (каучук у той час був у дефіциті і потрібний у багатьох галузях). Але, як виявилося, на кораблі перевозять і військовополонених.

## У ролях
- Марлон Брандо — Роберт Крейн
- Юл Бріннер — капітан Рольф Мюллер
- Джанет Марґолін — Естер Леві
- Тревор Говард — полковник Статтер
- Мартін Бенрат — Круз
- Воллі Кокс — доктор Амбач
- Макс Хауфлер — Бреннер
- Рейнер Пенкерт — Мілкрайт
- Вільям Редфілд — Болдвін

## Нагороди
Фільм номінувався на два Оскара за найкращу операторську роботу в чорно-білому фільмі і за найкращий дизайн костюмів у чорно-білому фільмі.